# Проблема Гурвіца
Проблема Гурвіца — проблема в математиці (названа на честь Адольфа Гурвіца), пов'язана зі знаходженнам мультиплікативних відношень між квадратичними формами.

## Опис
Існує рівність розмірності 2 (тотожність Брамагупти)
{\displaystyle (x^{2}+y^{2})(u^{2}+v^{2})=(xu-yv)^{2}+(xv+yu)^{2}}
Ще існують тотожність чотирьох квадратів, тотожність восьми квадратів.
Їх можна використовувати для правила множення норм комплексних числе {\displaystyle \mathbb {C} }, кватерніонів ({\displaystyle \mathbb {H} }), октоніонів ({\displaystyle \mathbb {O} }) відповідно.
{\displaystyle \forall x,y\in A\quad \|x\|\|y\|=\|xy\|}.
Проблема Гурвіца: для поля K знайти загальне відношення у формі
{\displaystyle (x_{1}^{2}+\cdots +x_{r}^{2})\cdot (y_{1}^{2}+\cdots +y_{s}^{2})=(z_{1}^{2}+\cdots +z_{n}^{2})\ ,}
де z — білінійна форма від x та y.
Якщо така тотожність існує, трійки {\displaystyle \;(r,s,n)\;} називають допустимими для K,. Тривіальними допустимими є трійки {\displaystyle \;(r,s,rs)\;.} Проблема є не цікавою коли K має характеристику 2, оскільки над такими полями сума двох квадратів є квадратом.

## Теорема Гурвіца— Радона
1898 року Гурвіц сформулював проблему для випадку {\displaystyle \;r=s=n\;} і показав, що для поля {\displaystyle \mathbb {C} }, допустимими є лише {\displaystyle \,(n,n,n)\,} де {\displaystyle \;n\in \{1,2,4,8\}\;.} Його доведення можна розширити для довільного поля з характеристикою, відмінною від  2.
Проблема Гурвіца — Радона полягає у знаходженні трійок виду {\displaystyle \,(r,n,n)\;.} Очевидно, {\displaystyle \;(1,n,n)\;} є допустимими. Теорема стверджує, що допустимими є {\displaystyle \;\left(\rho (n),n,n\right)\;}, де {\displaystyle \,\rho (n)\,} визначена для {\displaystyle \;n=2^{u}v\;,} v непарне, {\displaystyle \;u=4a+b\;,} із {\displaystyle \;0\leq b\leq 3\;,} та {\displaystyle \;\rho (n)=8a+2^{b}\;.}
Іншими допустимими трійками є {\displaystyle (3,5,7),(10,10,16).}